# Duarte Lopez

De titelpagina van een Duitse vertaling van het werk van Duarte Lopez luidt:"Regnum Congo ... Ware en Echte Beschrijving van het Koninkrijk Congo in Afrika, en de Aangrenzende Landen ... Verklaring van enkele hoofdstukken van de voorafgaande boeken waarin de aankomst van de Portugezen op het eiland Congo ... vertaald door Ed. Lopez. Frankfurt, Becker 1609"

Duarte Lopez was een Portugees koopman, ontdekkingsreiziger en cartograaf. Hij leverde een van de vroegste Europese beschrijvingen van Centraal-Afrika.

## Achtergrond
Toen hij in 1578 in Kongo aankwam op een schip van zijn oom, kreeg hij van de koning van Kongo, Alvare II, de opdracht om een brief over de exploitatie van zilvermijnen aan Filips II van Spanje en de paus te bezorgen. Na een tijdelijke afwezigheid keerde hij in 1589 terug naar Kongo.
Zijn verslag werd pas in 1591 gepubliceerd door Filippo Pigafetta (1533–1604), een Italiaanse functionaris van de paus. Dit verslag werd een belangrijk getuigenis van zijn ervaringen in Afrika. Het behandelt de geografie van het land, de dieren, de inwoners en hun gebruiken, de Portugese handel, missionaire activiteiten, enzovoort. Bijzonder interessant zijn zijn verhalen en beschrijvingen van de Kongolese volkeren en hun koningen. Tot halverwege de 19e eeuw bleef het de belangrijkste bron van informatie over Congo en Centraal-Afrika.
Het verslag werd opgenomen in de UNESCO-collectie van representatieve werken.

## Publicaties
- Duarte Lopez, Filippo Pigafetta (présentation et notes: Willy Bal) (trad. Willy Bal), Le royaume de Congo [Kongo] et les contrées environnantes (1591), Paris, Chandeigne / UNESCO, coll. « Magellane », 2002 (ISBN 978-2-906462-82-3)
- Filippo Pigafetta und Duarte Lopez: Relatione del reame di Congo et delle circonvicine contrade tratta dalli scritti & ragionamenti di Odoardo Lopez. Rome, Bartolomeo Grassi, [1591]. Digitalisat
- Lopes, Duarte ; Bry, Johann Theodor de [Hrsg.]; Pigafetta, Filippo [Bearb.]; Reina, Agostino de [Übers.]; Reina, Agostino de [Übers.]; Bry, Johann Theodor de [Ill.]; Bry, Johann Israel de [Ill.]Regnvm Congo hoc est Warhaffte vnd Eigentliche Beschreibung deß Königreichs Congo in Africa, vnd deren angrentzenden Länder: darinnen der Inwohner Glaub, Leben, Sitten vnd Kleydung wol vnd außführlich vermeldet vnd angezeigt wirdt. Frankfurt am Main, 1609 Digitalisat